# Vuelta Ciclista del Uruguay 2010
La 67ª edición de la Vuelta Ciclista del Uruguay, puntuable para el calendario americano de la Unión Ciclista Internacional, se disputó del 26 de marzo al 4 de abril, con un recorrido de 1695 km. divididos en 10 etapas. El vencedor fue Richard Mascarañas.
Iniciaron la competencia 133 corredores (15 equipos locales y 9 extranjeros) y finalizaron 99.

## Etapas
| Etapa | Fecha       | Recorrido                 | km         | Ganador                                   | Líder              |
| 1ª    | 26 de marzo | Montevideo-Rocha          | 179,3      | Richard Mascarañas (Alas Rojas)           | Richard Mascarañas |
| 2ª    | 27 de marzo | Rocha-Ramallo (Minas)     | 183        | Richard Mascarañas (Alas Rojas)           | Richard Mascarañas |
| 3ª    | 28 de marzo | Tala-Durazno              | 163,8      | Ignacio Maldonado (Fénix)                 | Richard Mascarañas |
| 4ª    | 29 de marzo | Durazno-Tacuarembó        | 197,5      | Matej Jurčo (Dukla Trencin)               | Richard Mascarañas |
| 5ª    | 30 de marzo | Tacuarembó-Salto          | 134,4      | Roberto Pinheiro (Funvic-Pindamonhangaba) | Richard Mascarañas |
| 6ª    | 31 de marzo | Paysandú-Trinidad         | 182,4      | Héctor Aguilar (Funvic-Pindamonhangaba)   | Richard Mascarañas |
| 7ªa   | 1 de abril  | Cardona-Mercedes          | 98,4       | Héctor Aguilar (Funvic-Pindamonhangaba)   | Richard Mascarañas |
| 7ªb   | 1 de abril  | Mercedes-Dolores          | 35,5 (CRI) | Pedro Nicácio (Funvic-Pindamonhangaba)    | Richard Mascarañas |
| 8ª    | 2 de abril  | Mercedes-Carmelo- Dolores | 170,8      | Martin Gilbert (SpiderTech-Planet Energy) | Richard Mascarañas |
| 9ª    | 3 de abril  | Risso-San José            | 165,4      | Roberto Pinheiro (Funvic-Pindamonhangaba) | Richard Mascarañas |
| 10.ª  | 4 de abril  | San José-Montevideo       | 184,6      | Martin Gilbert (SpiderTech-Planet Energy) | Richard Mascarañas |

## Desarrollo general
La etapa clave fue la 2ª, en la que se transitó por las sierras de Maldonado y Lavalleja con final en la cima del Ramallo. El club Alas Rojas de Santa Lucía, lanzó el ataque y 5 de sus 6 competidores llegaron en una fuga de 20 ciclistas. La mayoría de los extranjeros llegaron rezagados a más de 3 minutos, sobre todo, dos de los favoritos a ganar la competencia, Scott Zwizanski (ganador de la edición anterior) y Jonathan Mumford, ambos del Kelly Benefit Strategies.
De allí en adelante, el club Alas Rojas controló la carrera ya que tenía ubicados a 2 de sus competidores (Richard Mascarañas y Hernán Cline), en el primer y segundo lugar de la clasificación general.
La contrarreloj entre Mercedes y Dolores, definió finalmente la victoria de Richard Mascarañas que se convirtió en el primer ciclista en ganar la Vuelta Ciclista del Uruguay vistiendo la malla oro durante todas las etapas.

## Clasificaciones finales

### Clasificación individual
| Pos. | Ciclista              | Equipo                   | Tiempo           |
| ---- | --------------------- | ------------------------ | ---------------- |
| 1.º  | Richard Mascarañas    | Alas Rojas               | 40 h 42 min 21 s |
| 2.º  | Hernán Cline          | Alas Rojas               | a 46 s           |
| 3.º  | Ramiro Cabrera        | Avai                     | a 1 min 10 s     |
| 4.º  | Ryan Anderson         | Kelly Benefit Strategies | a 1 min 25 s     |
| 5.º  | Mariano De Fino       | Villa Teresa             | a 1 min 50 s     |
| 6.º  | Jorge Bravo           | Alas Rojas               | a 2 min 01 s     |
| 7.º  | Luis Alberto Martínez | Villa Teresa             | a 2 min 30 s     |
| 8.º  | Geovani Fernández     | Alas Rojas               | a 2 min 31 s     |
| 9.º  | David Veilleux        | Kelly Benefit Strategies | a 2 min 46 s     |
| 10.º | Marco Arriagada       | Funvic                   | a 3 min 11 s     |

| 11.º | Joaquín Sobrino    | Acme-Colner              | a 3 min 51 s |
| 12.º | Scott Zwizanski    | Kelly Benefit Strategies | a 3 min 54 s |
| 13.º | Gregory Duarte     | Villa Teresa             | a 3 min 57 s |
| 14.º | Álvaro Tardáguila  | Dolores                  | a 4 min 05 s |
| 15.º | Gabriel Richard    | Porongos                 | a 4 min 07 s |
| 16.º | Flavio Cardoso     | Funvic-Pindamonhangaba   | a 4 min 28 s |
| 17.º | José Luis Miraglia | Alas Rojas               | a 5 min 03 s |
| 18.º | Fernando Méndez    | Cruz del Sur             | a 5 min 27 s |
| 19.º | Jonathan Mumford   | Kelly Benefit Strategies | a 5 min 31 s |
| 20.º | Wojciech Halejak   | Mroz Activejet           | a 5 min 53 s |

### Clasificación premio esprínter
| Pos.       | Ciclista          | Equipo              | Puntos |
| ---------- | ----------------- | ------------------- | ------ |
| Malla azul | Álvaro Tardáguila | Dolores Cycles Club | 15     |
| 2.º        | Mario Álvarez     | Maroñas             | 15     |
| 3.º        | Emile Abraham     | Aerocat             | 12     |

### Clasificación premio cima
| Pos.        | Ciclista       | Equipo   | Puntos |
| ----------- | -------------- | -------- | ------ |
| Malla verde | Pablo Pintos   | Porongos | 40     |
| 2.º         | Nemesio García | Porongos | 31     |
| 3.º         | Pedro Sibila   | Cuba     | 25     |

### Clasificación premio regularidad
| Pos.          | Ciclista          | Equipo     | Puntos |
| ------------- | ----------------- | ---------- | ------ |
| Malla naranja | Roberto Pinheiro  | Funvic     | 71     |
| 2.º           | Ignacio Maldonado | Fénix      | 61     |
| 3.º           | Martin Gilbert    | SpiderTech | 54     |

### Clasificación por equipos
| Pos. | Equipo                   | Tiempo            |
| ---- | ------------------------ | ----------------- |
| 1.º  | Kelly Benefit Strategies | 122 h 10 min 18 s |
| 2.º  | Alas Rojas               | a 6 s             |
| 3.º  | Villa Teresa             | a 3 min 52 s      |
| 4.º  | Funvic                   | a 6 min 42 s      |
| 5.º  | Porongos                 | a 20 min 31 s     |